# Villa Schwarzenfels

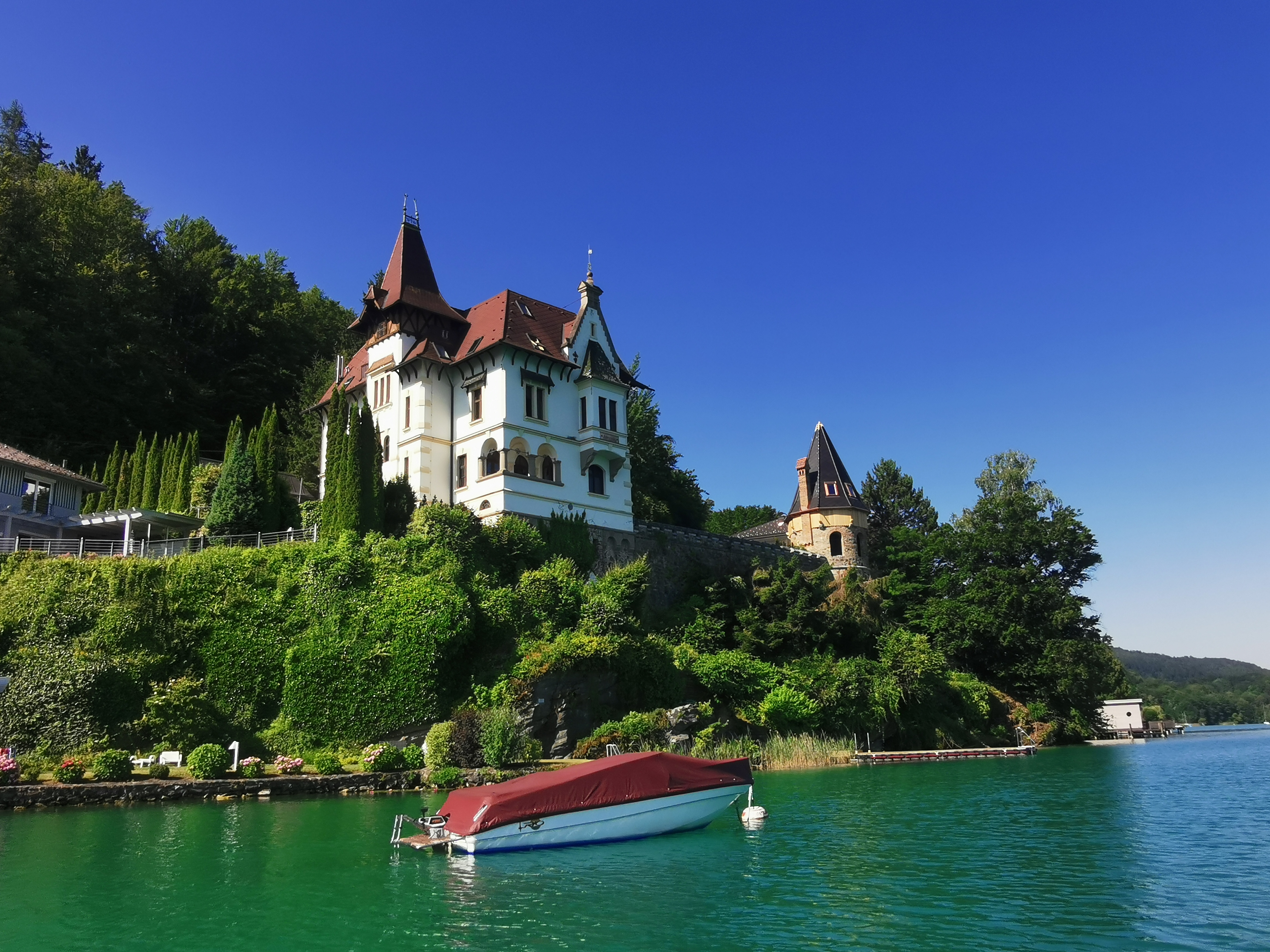
Villa Schwarzenfels von Nordosten

Die Villa Schwarzenfels, aufgrund ihres imposanten Äußern auch Schloss Schwarzenfels genannt, steht am Südufer des Wörthersees in der Ortschaft Maiernigg der Gemeinde Maria Wörth im Bezirk Klagenfurt-Land in Kärnten. Die Villa steht mit der zinnenbekrönten Stützmauer unter Denkmalschutz (Listeneintrag).

## Geschichte
Die Villa liegt in dominanter Lage auf einer bastionsartig in den See vorspringenden Felsterrasse. Das Südufer des Wörthersees mit seinen direkt in den See abfallenden Hügeln war im Vergleich zu den mondänen Touristenorten des Nordufers lange Zeit nur schwer zugänglich und wurde erst mit Eröffnung der Wörthersee-Süduferstraße 1899 verstärkt erschlossen. Diese Abgeschiedenheit machte die Gegend jedoch attraktiv für wohlhabende Individualisten. So errichtete der Wiener Architekt Georg Hladnig bereits 1890 auf diesem poetisch Schwarzenfels genannten Sporn eine Villa im Stil des Romantischen Historismus. Kurze Zeit später verkaufte er den Bau jedoch an den „dilettierenden Architekten“ Friedrich Theurer, welcher dem Bau 1893/94 sein heutiges, späthistoristisches („altdeutsches“) Erscheinungsbild gab. Theurers Aktivität trug dazu bei, dass der Komponist Gustav Mahler westlich von Schwarzenfels seinerseits eine Villa (heute Villa Siegel) errichten ließ. Für den Erwerb der Gründe war Mahler im September 1899 in Schwarzenfels zu Gast.

## Architektur
Der Grundriss der Villa ergibt sich aus zwei ineinandergeschachtelten Baukörpern, die auf den See bzw. nach Klagenfurt im Osten hin ausgerichtet sind. Die Fassade zeigt für den Späthistorismus typische Formenelemente. An der Westfront befindet sich eine Veranda mit darüberliegender Sonnenterrasse. Vom Gebäude verläuft eine zinnenbekrönte Stützmauer nach Westen, wo sie an einen Gartenpavillon mit steilem Kegeldach und bemerkenswerten Schmiedeeisenarbeiten anschließt.

Ansichten der Villa
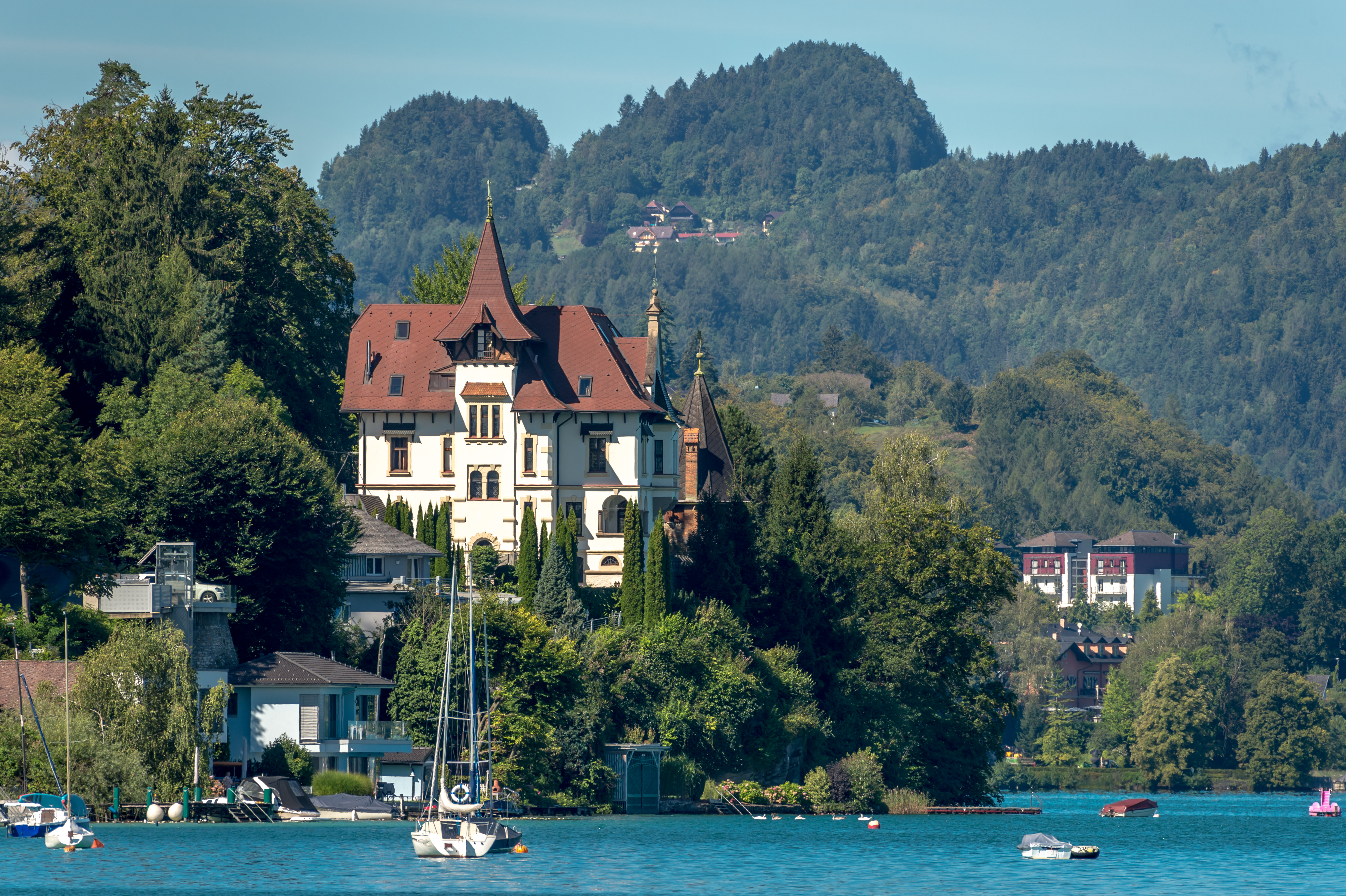
Blick von Osten
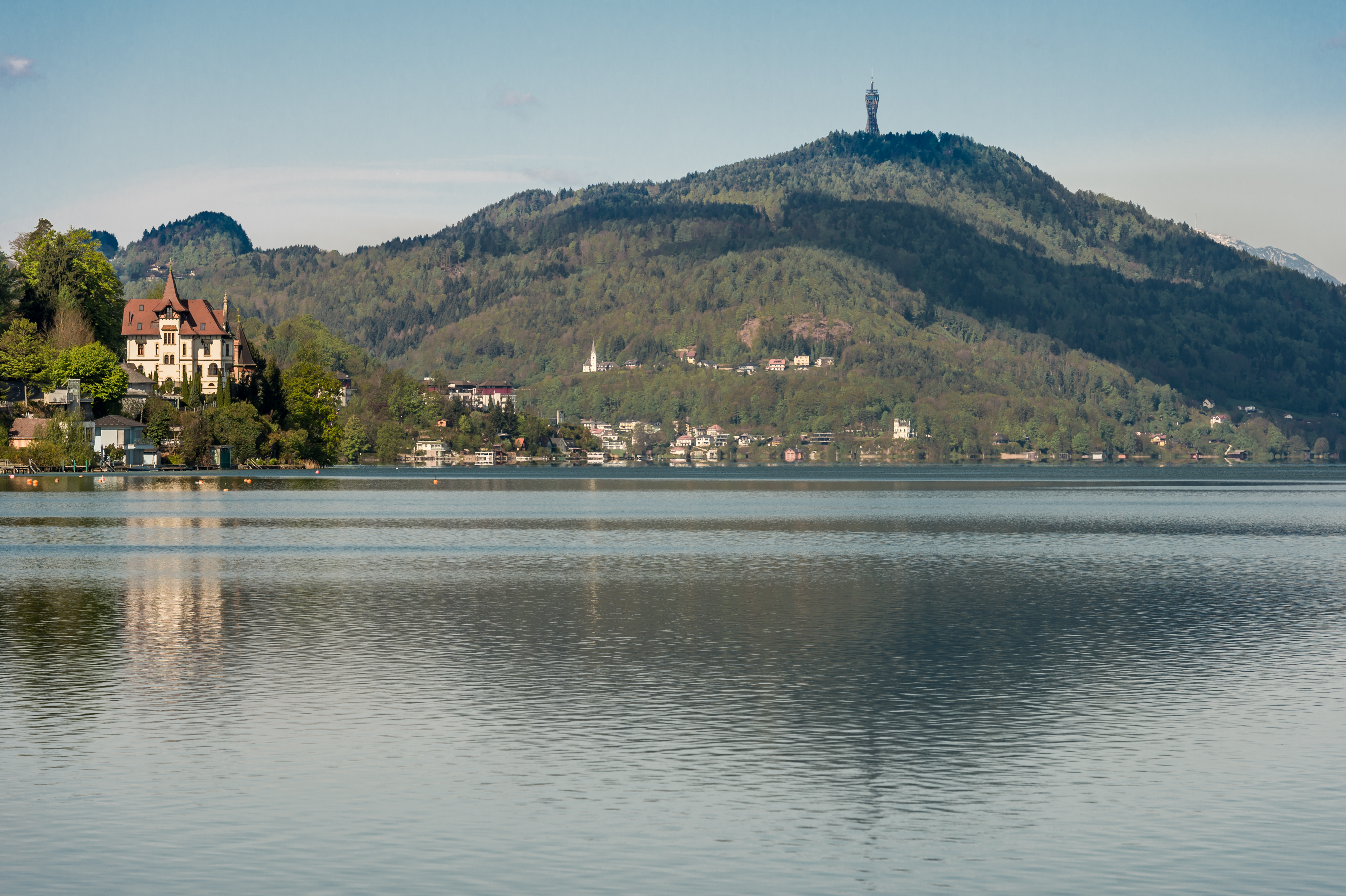
Blick von Osten über den See hin zum Aussichtsturm Pyramidenkogel
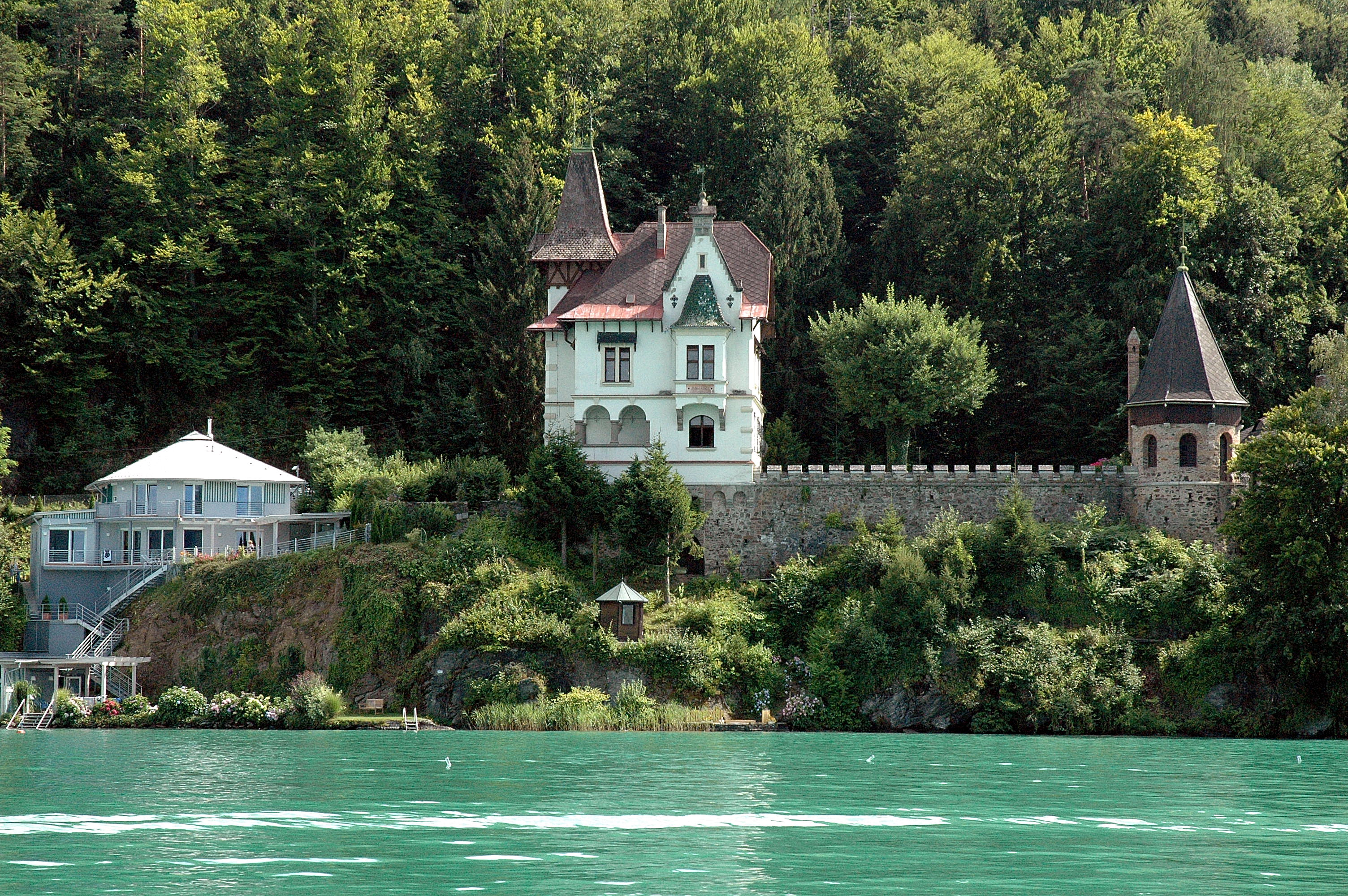
Blick von Norden auf Villa, Stützmauer und Gartenpavillon
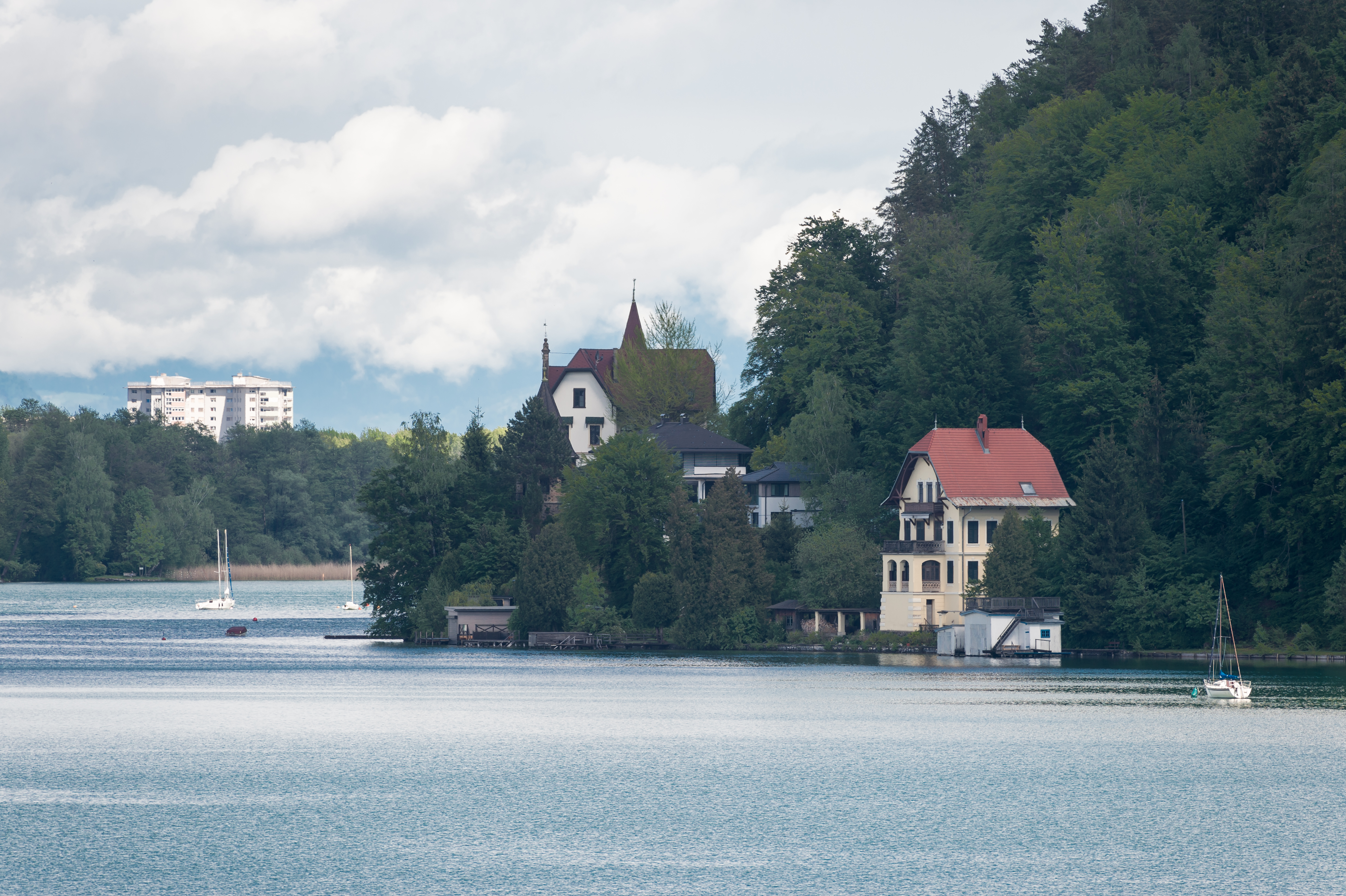
Blick von Westen, rechts Gustav Mahlers Villa
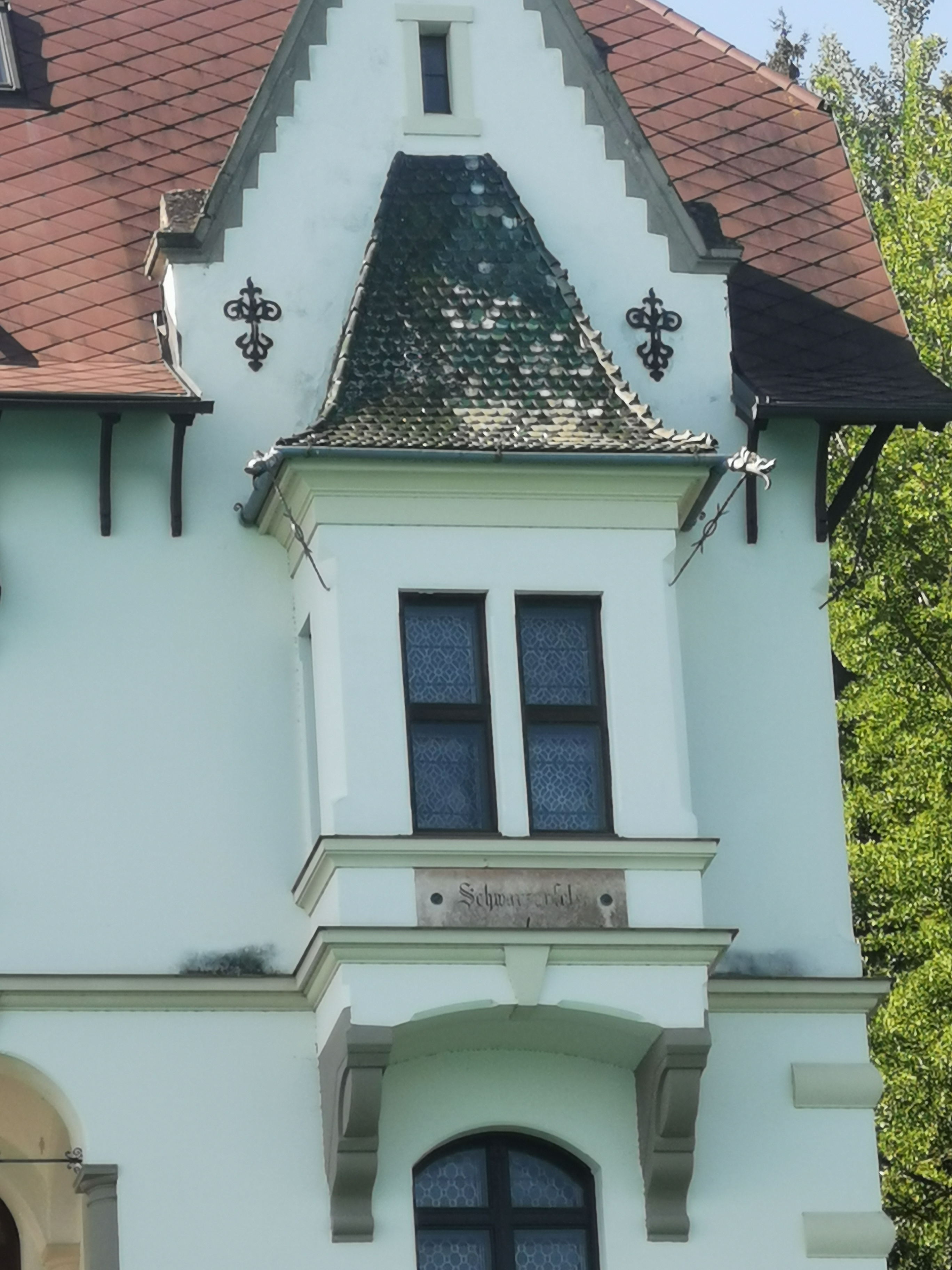
Nordseitiges Erkerfenster mit Schriftzug Schwarzenfels